# أندرو هاتش
أندرو هاتش (بالإنجليزية: Andrew Hatch)‏ هو لاعب كرة قاعدة أمريكي، ولد في 18 يوليو 1986.

## روابط خارجية
- أندرو هاتش على موقع كلية كرة القدم في سبورتس رفرنس.كوم (الإنجليزية)